# HD 162161
HD 162161，又名BD+19 3435，SAO 103131、HR 6642，是一颗恒星，视星等为6.12，位于銀經43.97，銀緯22.16，其B1900.0坐标为赤經17h 44m 27.2s，赤緯+19° 22.16′ 14″。